# Malthinus maspalomensis
Malthinus maspalomensis là một loài bọ cánh cứng trong họ Cantharidae. Loài này được Palm miêu tả khoa học năm 1975.